# Panipat

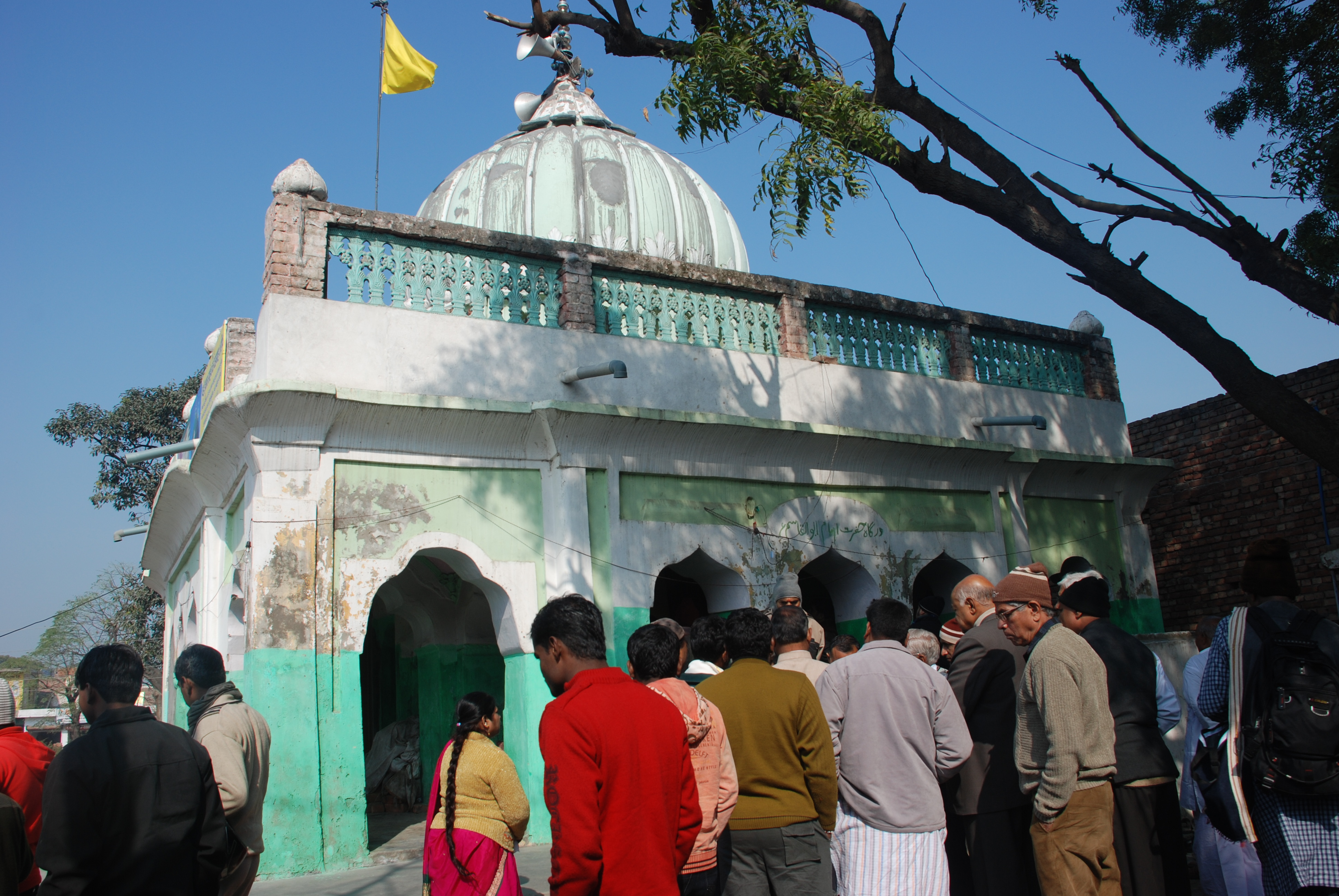
Memorialbau für Raja Hemu

Panipat (Hindi पानीपत) ist eine nordindische Großstadt mit ca. 300.000 Einwohnern im Bundesstaat Haryana. Sie ist Verwaltungssitz des gleichnamigen Distrikts und von großer historischer Bedeutung für das Land.

## Lage und Klima
Die Stadt Panipat liegt im Westen der fruchtbaren Ganges-Yamuna-Ebene Nordindiens etwa 12 km Luftlinie westlich des Flusses Yamuna in einer Höhe von ca. 230 m. Die Entfernung zur südöstlich gelegenen indischen Hauptstadt Delhi beträgt ca. 100 km (Fahrtstrecke); die alte Mogul-Hauptstadt Agra ist ca. 320 km entfernt. Das Klima ist zumeist warm bis heiß und trocken; Regen (ca. 670 mm/Jahr) fällt nahezu ausschließlich während der Monsunzeit (Juni bis September).

## Bevölkerung
Ca. 88 % der Einwohner sind Hindus, ca. 7 % sind Muslime und ca. 3,5 % sind Sikhs; der Rest entfällt auf Jainas, Christen, Buddhisten etc. Der weibliche Bevölkerungsanteil ist nur geringfügig kleiner als der männliche.

## Wirtschaft
Das Umland von Panipat ist immer noch weitgehend agrarisch geprägt, doch inzwischen haben sich auch eine Erdölraffinerie und eine große Düngemittelfabrik angesiedelt. Traditionell ist die Stadt auch für ihre handgewebten Stoffe bekannt. Die Grand Trunk Road (NH-44), eine der wichtigsten Verkehrsverbindungen Indiens, führt durch die Stadt.

## Geschichte
Der Legende nach wurde Panipat als Paneprastha von den Pandavas des indischen Mahabharata-Epos gegründet. Panipat liegt an der wichtigen Durchgangsstrecke von Delhi nach dem Nordwesten, die – in umgekehrter Richtung – Invasoren aus Persien und Zentralasien immer wieder als Einfallsroute nach Nordindien diente. Dem nur wenige hundert Kilometer entfernt liegenden Punjab kam dabei zumeist die Rolle einer Aufmarschbasis für diese Invasionen zu. Um solche Einfälle abzuwehren, waren die Herrscher über Delhi immer wieder gezwungen, mit ihren Truppen in die Gegend von Panipat zu ziehen. So verwundert es auch nicht, dass in der halbwüstenartigen, weitgehend flachen und wenig beeindruckenden Landschaft um Panipat drei für die indische Geschichte enorm bedeutende Schlachten ausgefochten wurden.
Am 20. April 1526 besiegte Babur, der aus dem Ferghanatal in Zentralasien stammende Urenkel Timur Lenks, den letzten Sultan von Delhi Ibrahim Lodi in der Ersten Schlacht von Panipat und begründete dadurch das Mogulreich. Sein Enkel Akbar I. besiegte am 5. November 1556 den Hindu-Usurpator Hemu in der Zweiten Schlacht von Panipat und konsolidierte damit das Mogulreich endgültig. Am 14. Januar 1761 schließlich erlitten die Marathen in der Dritten Schlacht von Panipat eine verheerende Niederlage gegen den Afghanenherrscher Ahmad Schah Durrani. Diese Niederlage begünstigte wiederum den Aufstieg der Briten zur Vormacht in Indien wesentlich.

## Sehenswürdigkeiten
- Ältestes erhaltenes Bauwerk ist die Kabuli-Bagh-Moschee aus den Jahren 1526/7.
- Aus der späten Mogulzeit stammt auch das Salar Gunj Gate, welches zu Ehren des Ersten Ministers des Nizam von Hyderabad erbaut wurde.[3]
- Aus jüngerer Zeit stammt der Grabbau (dargah) des im Jahr 1324 verstorbenen Sufis Bu Ali Shah Qalandar. Lediglich das kleine Mausoleum im Innern des Grabbezirks wurde in der Zeit des Mogulherrschers Jahangir erbaut.[4]
- Der Memorialbau für Raja Hemu stammt wohl aus dem 18. Jahrhundert.[5]
- Das schlichte Kenotaph für Ibrahim Lodi stammt wohl noch aus dem 16. Jahrhundert. Im Jahr 1866 wurde es von den Briten wegen des Baus einer Straße an seine heutige Stelle versetzt.[6]
- Der der Göttin Durga geweihte Devi-Tempel ist ein Bau aus der zweiten Hälfte des 20. Jahrhunderts.[7]
- Das Panipat-Museum präsentiert Funde und Ausstellungsstücke aus allen Zeiten der Stadtgeschichte.[8]

Umgebung
- Der Kala-Amb-Park befindet sich ca. 8 km östlich der Innenstadt. Hier soll angeblich die 3. Schlacht von Panipat stattgefunden haben.[9]

## Persönlichkeiten
- Khwaja Ahmad Abbas (1914–1987), Filmregisseur, Drehbuchautor und Journalist